# العربية للطيران أبو ظبي
العربية للطيران أبوظبي هي شركة طيران منخفضة التكلفة أطلقت بعد توقيع اتفاقية بين الاتحاد للطيران والعربية للطيران. وتتخذ من مطار زايد الدولي مركزًا لعملياتها. تدعم العربية للطيران أبوظبي شبكة الوجهات والخدمات التي تقدمها الاتحاد للطيران، وتلبي بدورها احتياجات قطاع السفر منخفض التكلفة والمتنامي في المنطقة. يتولى مجلس إدارتها الذي يتألف من أعضاء يتم ترشيحهم من قبل الشركتين مسؤولية توجيه استراتيجية الشركة المستقلة وتطوير أعمالها.

## تاريخ
أعلنت الاتحاد للطيران في أكتوبر 2019 أنها ستأسس شركة طيران منخفضة التكلفة خاصة بها بالشراكة مع العربية للطيران المتمركزة في الشارقة. مثلت هذه الخطوة تطوراً هاماً لشركة الطيران لتصبح خامس شركة طيران رئيسية في دولة الإمارات العربية المتحدة وأول شركة طيران منخفضة التكلفة مقرها في أبو ظبي. جاء هذا الإعلان وسط فترة مليئة بالتحديات بالنسبة للاتحاد للطيران بعدما سجلت الشركة خسائر للسنة الثالثة على التوالي. جاء هذا القرار في أعقاب تحول استراتيجي بعدما كانت الاتحاد للطيران تسعى في السابق إلى الاستثمار في شركات الطيران المتعثرة. تزامن ذلك مع تنفيذ خطة تحول مدتها خمس سنوات التي بدأتها شركة الاتحاد المملوكة للحكومة في عام 2017.
حصلت العربية للطيران أبوظبي على شهادة المشغل الجوي من الهيئة العامة للطيران المدني في دولة الإمارات العربية المتحدة في أبريل. لكن لم تلتزم شركة الطيران بعد بموعد إطلاق محدد بسبب قيود السفر أثناء جائحة فيروس كورونا.
أطلقت شركة الطيران في 14 يوليو 2020 بعد توقيع اتفاقية بين الاتحاد للطيران والعربية للطيران. بدأت شركة الطيران بطائرتين من طراز إيرباص إيه 320-200.
توقعت العربية للطيران أبوظبي أن تنمو حركة مرورها السنوية بنسبة 20% إلى 25% خلال السنوات الخمس المقبلة في سبتمبر 2021. كانت العربية للطيران أبوظبي ثاني أكبر شركة طيران في أبوظبي بحصة 8 بالمائة تخدم 24 وجهة في أكتوبر 2022.
ومن المتوقع أن تستحوذ العربية للطيران أبوظبي على عدد من وجهات الاتحاد للطيران السابقة والحالية التي تشغلها الطائرات ضيقة البدن في المستقبل القريب. تقدم شركة الطيران نموذج خدمة مماثل لبقية شبكة العربية للطيران.

## الأسطول
تشغل العربية للطيران أبو ظبي أسطول من الطائرات التالية اعتبارًا من مايو 2024:
| الطائرة            | في الخدمة | مطلوبة | الركاب | ملاحظات |
| ------------------ | --------- | ------ | ------ | ------- |
| إيرباص إيه 320-200 | 10        | 0      | 174    |         |
| المجموع            | 10        | 0      |        |         |

## الوجهات

وجهات طيران العربية أبو ظبي (سبتمبر 2024)

بدأت الشركة رحلاتها برحلة افتتاحية إلى الإسكندرية في 14 يوليو 2020، ثم برحلة أخرى بعد يوم واحد إلى سوهاج.
قال الرئيس التنفيذي  لشركة الطيران عادل عبد الله علي إن رابطة الدول المستقلة والدول العربية وأوروبا الشرقية وشبه القارة الهندية هي من أكثر الأسواق جاذبية لشركة الطيران في يونيو 2021.
أعلنت العربية للطيران أبوظبي عن تسيير رحلات إلى موسكو في سبتمبر 2022. أعلنت شركة الطيران عن رحلات إلى مطاري مدينتي يكاترينبورغ وقازان في روسيا في نوفمبر 2022.
هذه وجهات العربية للطيران أبو ظبي اعتبارًا من مايو 2024:
| الدولة                   | المدينة          | المطار                               | ملاحظات        | مراجع         |
| ------------------------ | ---------------- | ------------------------------------ | -------------- | ------------- |
| أرمينيا                  | يريفان           | مطار يريفان الدولي                   | منتهية         | [ 19 ]        |
| أذربيجان                 | باكو             | مطار حيدر علييف الدولي               |                | [ 20 ] [ 21 ] |
| البحرين                  | البحرين          | مطار البحرين الدولي                  |                |               |
| بنغلاديش                 | جاتجام           | مطار شاه أمانات الدولي               |                |               |
| بنغلاديش                 | دكا              | مطار شاه جلال الدولي                 |                |               |
| البوسنة والهرسك          | سراييفو          | مطار سراييفو الدولي                  | منتهية         |               |
| مصر                      | الإسكندرية       | مطار برج العرب الدولي                |                |               |
| مصر                      | القاهرة          | مطار القاهرة الدولي                  |                |               |
| مصر                      | سوهاج            | مطار سوهاج الدولي                    |                |               |
| جورجيا                   | تبليسي           | مطار تبليسي الدولي                   |                |               |
| الهند                    | أحمد آباد        | مطار سردار فالابهبهاي باتل الدولي    |                |               |
| الهند                    | تشيناي           | مطار تشيناي الدولي                   |                |               |
| الهند                    | جيبور            | مطار جايبور الدولي                   | منتهية         |               |
| الهند                    | كوتشي            | مطار كوتشين                          |                |               |
| الهند                    | كلكتا            | مطار نيتاجي سوبهاس شاندرا بوس الدولي |                | [ 24 ]        |
| الهند                    | قاليقوط          | مطار كاليكوت الدولي                  |                |               |
| الهند                    | مومباي           | مطار تشاتراباتي شيفاجي الدولي        | منتهية         |               |
| الهند                    | ثيروفانانثابورام | مطار تريفاندروم الدولي               |                |               |
| إيران                    | طهران            | مطار الإمام الخميني الدولي           |                |               |
| العراق                   | بغداد            | مطار بغداد الدولي                    |                | [ 25 ]        |
| العراق                   | أربيل            | مطار أربيل الدولي                    | منتهية         | [ 25 ]        |
| الأردن                   | عمان             | مطار الملكة علياء الدولي             |                |               |
| الكويت                   | مدينة الكويت     | مطار الكويت الدولي                   |                |               |
| لبنان                    | بيروت            | مطار بيروت رفيق الحريري الدولي       |                |               |
| نيبال                    | كاتماندو         | مطار تريبوفان الدولي                 |                |               |
| سلطنة عمان               | مسقط             | مطار مسقط الدولي                     |                | [ 26 ]        |
| سلطنة عمان               | صلالة            | مطار صلالة                           |                |               |
| باكستان                  | فيصل آباد        | مطار فيصل آباد الدولي                |                |               |
| باكستان                  | ملتان            | مطار ملتان الدولي                    |                |               |
| روسيا                    | قازان            | Kazan International Airport          | منتهية         | [ 27 ]        |
| روسيا                    | موسكو            | مطار دوموديدوفو الدولي               |                | [ 28 ]        |
| روسيا                    | يكاترينبورغ      | مطار كولتسوفو الدولي                 | منتهية         | [ 27 ]        |
| سريلانكا                 | كولمبو           | مطار باندارنيك الدولي                |                | [ 29 ]        |
| السودان                  | الخرطوم          | مطار الخرطوم الدولي                  | منتهية         | [ 14 ]        |
| تركيا                    | إسطنبول          | مطار صبيحة كوكجن الدولي              |                |               |
| تركيا                    | طربزون           | مطار طرابزون الدولي                  |                |               |
| الإمارات العربية المتحدة | أبو ظبي          | مطار زايد الدولي                     | محور خطوط جوية |               |
| أوزبكستان                | طشقند            | مطار طشقند الدولي                    |                |               |